# Ioan Slavici és Emil Monția Emlékmúzeum
A világosi Ioan Slavici és Emil Monția Emlékmúzeum műemléknek nyilvánított múzeum Romániában, Arad megyében. A romániai műemlékek jegyzékében az AR-II-m-A-00651 sorszámon szerepel.

## Története
A múzeumnak helyet adó kastélyt a Bohus család építtette 1838-ban barokk stílusban. Ebben a kastélyban írták alá 1849-ben a világosi fegyverletételt.

## Leírása
A két állandó kiállítás a városban született Ioan Slavici írónak és az itt tevékenykedett Emil Monţia zeneszerzőnek állít emléket.